# Мелнибонэ
Мелнибонэ (англ. Melniboné, mɛlˈnɪbɵneɪ) — островное государство в романах Майкла Муркока об Элрике, одной из инкарнаций Вечного воителя. Мелнибонэ — родина Элрика, который является последним императором этого государства.
Название Мелнибонэ — это искаженное имя философа-колдуна Мелибоэ из романа Флетчера Прэтта «Колодец Единорога».
Мелнибонэ входит в Молодые королевства — фэнтезийную вселенную отличающуюся от других аналогов у Майкла Муркока подробностью описания.
Мелнибонэ — последний осколок империи, которая правила миром в течение десяти тысяч лет. Его жители — колдуны, пользующиеся поддержкой драконов (поэтому Мелнибонэ также называют драконьим островом). К рассматриваемому хрониками периоду Мелнибонэ уже являло собой угасающее государство. Земли, отколовшиеся от древней империи, и называются молодыми королевствами.
В книгах описана следующая легенда о возникновении Мелнибонэ: когда Владыки Высших Миров решили заключить между собой договор, они отправили владыку Хаоса Ариоха, чтобы он предупредил жителей города, который они выбрали местом встречи, что его нужно покинуть. Ариох пообещал изгнанным свою помощь, и когда жители отправились за море, шторм вынес их корабли на берега острова, где жили драконы.
В комиксах по книгам Муркока рассказан другой вариант истории, согласно которой народ Мелнибонэ вместе с драконами — пришельцы из другого мира. Под влиянием бога Хаоса на острове, на котором те поселились, началась гражданская война, в результате которой его жители сначала создали королевство, а затем двинулись на захват окружающего мира, положив начало империи.
Мелнибонийцы — представители древней расы, на момент описываемых Муркоком событий они крайне жестоки и считают это совершенно естественным. Они консервативны и не могут вообразить каких-то перемен в своей государственности.
Столица Мелнибонэ — Имрир, прекрасный древний город, над которым поднимаются огромные разноцветные башни. Согласно традиции, после смерти императора необходимо снести одну из старых башен и построить в честь умершего новую. Имрир был разрушен последним императором Мелнибонэ — Элриком.
Ролевая игра Stormbringer происходит в мире Элрика, в ней воспроизводится и описывается множество деталей государства Мелнибонэ.